# Referéndums de Suiza de 2022
Los referéndums de Suiza de 2022 se llevarán a cabo los días 13 de febrero, 15 de mayo y 25 de septiembre de dicho año.
Los referéndums suizos adoptan tres formas: iniciativas populares, que son propuestas ciudadanas para crear una nueva ley y requieren 100.000 firmas válidas en una petición para poder votar; referéndums facultativos u opcionales, que son propuestas ciudadanas para aprobar o rechazar una ley existente y requieren 50.000 firmas válidas en una petición para entrar en la boleta electoral; y referéndums obligatorios, que son necesarios para revisar la constitución, unirse a una organización internacional o introducir legislación federal de emergencia durante más de un año.

## Referéndums del 13 de febrero

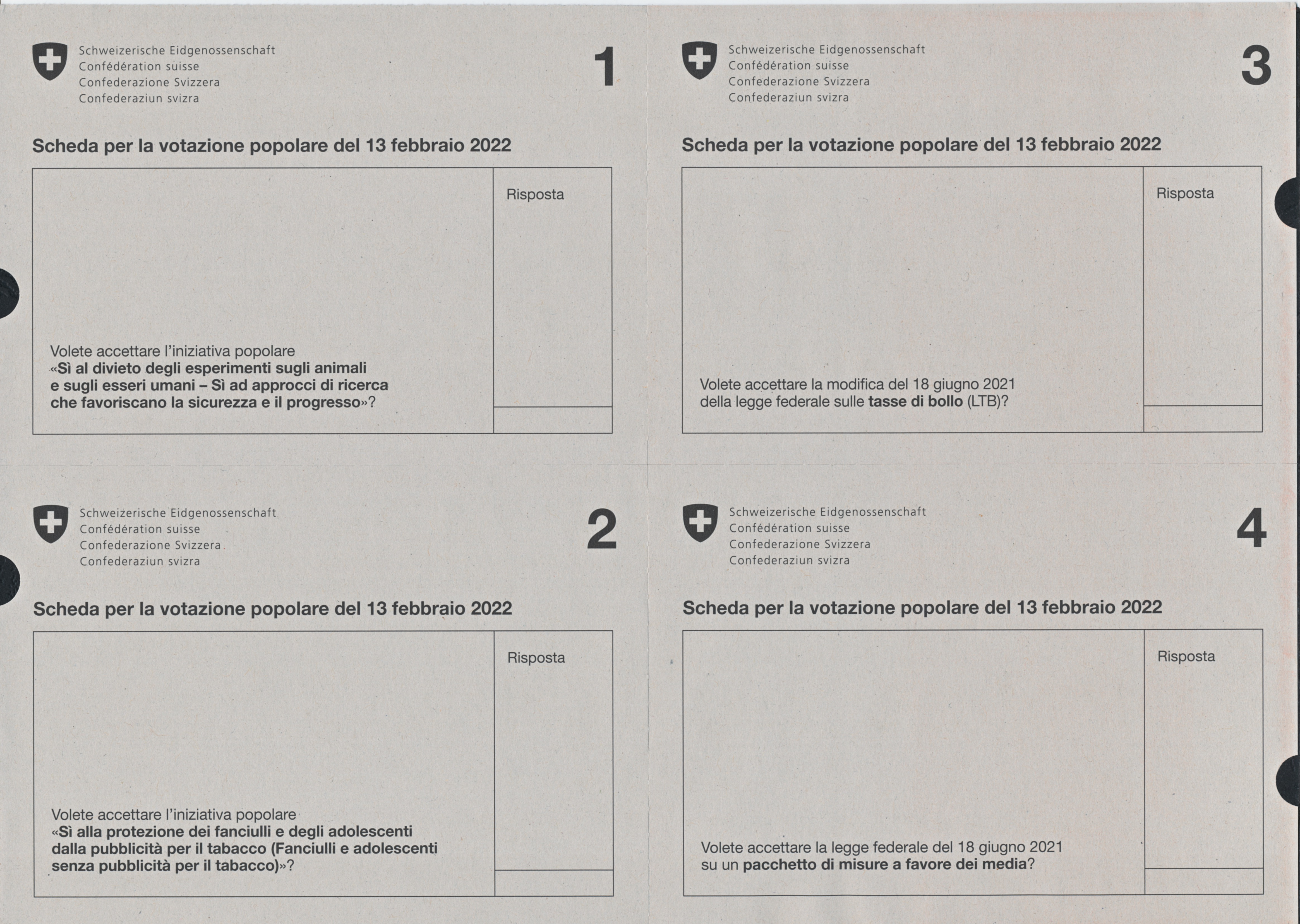
Papeletas utilizadas en los referéndums del 13 de febrero (en italiano).

El 13 de febrero se realizaron cuatro referéndums, incluidos dos de iniciativa popular:

### 1-Sí a la prohibición de experimentos con animales y humanos
Suiza votará una iniciativa popular que prohíbe los experimentos con seres vivos, incluidos humanos y animales. La iniciativa también prohíbe la importación de productos desarrollados en el extranjero utilizando pruebas con animales y requiere que la investigación sin animales reciba al menos el mismo nivel de apoyo gubernamental que la investigación basada en animales en la actualidad.
Los defensores, mayormente de izquierdas, argumentan que las pruebas con animales son innecesarias, poco éticas y científicamente poco confiables. Además, argumentan que las condiciones de vida de los animales utilizados en los experimentos suelen ser inhumanas y que el sistema actual de "3R" ha sido insuficiente para prevenir la crueldad innecesaria.
El Bundesrat se opone a la iniciativa, alegando que las regulaciones existentes son lo suficientemente restrictivas como para prevenir la crueldad y que la prohibición de los experimentos con animales perjudicará a Suiza al impedir el desarrollo de nuevas terapias médicas y poner en peligro los puestos de trabajo.
La Fundación Nacional de Ciencias de Suiza y la Academia Suiza de Ciencias Médicas expresaron su oposición al referéndum, argumentando que «tendría consecuencias extremas y perjudiciales para la investigación, el tratamiento de la atención médica, la competitividad y el potencial de innovación».

### 2-Sí a la protección de niños y adultos jóvenes de la publicidad del tabaco
La iniciativa prohibiría la publicidad de productos de tabaco, incluidos los cigarrillos electrónicos, en plataformas accesibles para los niños, incluidos periódicos impresos, revistas, carteles públicos, Internet, cines, quioscos o eventos públicos. Los anuncios dirigidos a adultos y ubicados en lugares a los que los menores no pueden acceder aún estarían permitidos.
El Consejo Federal y el Parlamento se oponen a esta medida por considerarla excesivamente amplia y económicamente restrictiva, y han contrarrestado la iniciativa con la nueva Ley de Productos del Tabaco (Tabakproduktegesetz), que prohíbe la publicidad de productos del tabaco y cigarrillos electrónicos en vallas publicitarias y cines, y prohíbe a las empresas tabacaleras regalar cigarrillos o patrocinar eventos internacionales en Suiza. La Ley de Productos del Tabaco puede promulgarse independientemente del resultado de la votación de la iniciativa popular.
Los partidos políticos que apoyan la iniciativa son el Partido Liberal Verde, el Partido Popular Evangélico, la Unión Democrática Federal, Los Verdes y el Partido Socialista.
El Centro (Die Mitte) se opone a la iniciativa, aunque El Centro-Mujeres y 9 secciones cantonales de Die Mitte la apoyan.
Los partidos que se oponen incluyen al Partido Liberal Radical y el Partido Popular Suizo.

### 3-Modificación de la Ley Federal de Derechos de Timbre
Con esta enmienda, el Consejo Federal y el Parlamento pretenden abolir el Impuesto de Emisión (Emissionsabgabe), un impuesto del 1% sobre el capital pagado por las empresas sobre el capital social nuevo. El impuesto solo se aplica a montos superiores a un millón de francos suizos y, por regla general, las pequeñas empresas no lo pagan; los ingresos fiscales provienen principalmente de medianas y grandes empresas.
La aprobación de esta Enmienda permitiría a las empresas obtener nuevas acciones sin pagar impuestos sobre ellas. Los defensores afirman que la Enmienda tendría un efecto positivo en el atractivo de Suiza como ubicación y generaría crecimiento y puestos de trabajo.
Quienes se oponen a la Enmienda argumentan que la abolición del impuesto reduciría los ingresos del gobierno federal en un estimado de 250 millones de francos suizos por año. Según el Comité oponente, las grandes corporaciones internacionales, los bancos y las compañías de seguros se beneficiarían de la supresión del Impuesto de Emisión, mientras que los ciudadanos no ganarían nada con él; por el contrario, tendrían que pagar impuestos más altos o aceptar una reducción de los servicios estatales.

### 4-Ley Federal de un Paquete de Medidas en Beneficio de los Medios de Comunicación
Esta Ley Federal extiende el subsidio existente del gobierno federal en la entrega de periódicos por suscripción a diarios de mayor circulación, entregas matutinas, medios en línea, estaciones de radio locales y televisión regional. El apoyo se brinda a condición de que los medios de comunicación en cuestión se dirijan principalmente a una audiencia suiza y traten una variedad de temas políticos, comerciales y sociales. Las medidas se financiarán con los ingresos del impuesto de radio y televisión existente y con el presupuesto federal. En el caso de periódicos y medios digitales, el apoyo se brindará por un período de siete años.
El comité en oposición argumenta que la ley malgastará el dinero de los contribuyentes para beneficiar a los editores adinerados. El Comité también desconfía de convertir a todos los medios en medios estatales.

### Resultados
| Referéndums                                                                     | Electores registrados | Participación | A favor   | A favor | En contra | En contra | Total     | Resultado |
| Referéndums                                                                     | Electores registrados | Participación | Votos     | %       | Votos     | %         | Total     | Resultado |
| ------------------------------------------------------------------------------- | --------------------- | ------------- | --------- | ------- | --------- | --------- | --------- | --------- |
| Sí a la prohibición de experimentos con animales y humanos                      | 5,532,340             | 44.20%        | 499,485   | 20.86   | 1,895,061 | 79.14     | 2,445,370 | Rechazado |
| Sí a la protección de niños y adultos jóvenes de la publicidad del tabaco       | 5,532,340             | 44.24%        | 1,371,177 | 56.65   | 1,049,107 | 43.35     | 2,447,652 | Aceptado  |
| Modificación de la Ley Federal de Derechos de Timbre                            | 5,532,340             | 44.03%        | 883,251   | 37.37   | 1,480,165 | 62.63     | 2,435,868 | Rechazado |
| Ley Federal de un Paquete de Medidas en Beneficio de los Medios de Comunicación | 5,532,340             | 44.14%        | 1,084,802 | 45.42   | 1,303,644 | 54.58     | 2,442,217 | Rechazado |
| Fuente: Cancillería Federal                                                     |                       |               |           |         |           |           |           |           |

## Referéndums del 15 de mayo
El 15 de mayo hubo votaciones sobre tres proyectos de ley:

### 1-Modificación de la Ley Federal de Cultura y Producción Cinematográfica
Con el proyecto de modificación de la Ley de Cine presentado en febrero de 2020, el Consejo Federal planeó contrarrestar los efectos negativos de la digitalización del mercado cinematográfico. En particular, debe eliminarse el trato desigual de las estaciones de televisión nacionales en comparación con los servicios de transmisión y las estaciones de televisión extranjeras con ventanas publicitarias suizas. Mientras que los primeros tenían que invertir el 4% de su facturación en el cine suizo, esta disposición no se aplicaba a los dos últimos. Del mismo modo, los servicios de transmisión deberían, al igual que varios países de la Unión Europea, estar obligados a ofrecer al menos un 30% de producciones europeas. Las deliberaciones parlamentarias se prolongaron y se completaron en octubre de 2021.
Algunos partidos y movimientos políticos pidieron un referéndum contra la nueva ley. En su opinión, la obligación de invertir en servicios de streaming encarecerá inevitablemente las ofertas. El cine suizo ya está subvencionado con más de 100 millones de francos anuales, lo que ellos consideran suficiente. También consideraban que la tasa de suministro era condescendiente, ya que no estaba vinculada a ninguna especificación de calidad y ponía en desventaja a las producciones no europeas. Varias sociaciones empresariales y de consumidores compartieron esta opinión. En particular, enfatizaron el trato igualitario de todos los proveedores y el fortalecimiento de Suiza como lugar de producción. Además, es poco probable que la obligación de inversión genere mayores costos de transmisión.

### 2-Reforma a la Ley Federal de Trasplante de Órganos, Tejidos y Células
Para aumentar el número de donaciones de órganos, que es comparativamente bajo en Suiza, el Consejo Federal lanzó un plan de acción en 2013. Sin embargo, las medidas solo tuvieron un efecto limitado, por lo que la organización Cámara Junior Internacional presentó en marzo de 2019 la iniciativa popular "Promover la donación de órganos-Salvar vidas", que pedía una regla de objeción ampliada para la extracción de órganos. El Consejo Federal compartió las preocupaciones de la iniciativa, pero consideró que su diseño específico no era adecuado y elaboró una contrapropuesta indirecta, que fue aprobado por el Parlamento. Ahora se supone generalmente que una persona habría dado su consentimiento para la donación de órganos, pero los familiares deben estar involucrados si no se conoce la voluntad del difunto. Toda persona que expresamente no quiera que se le extirpen sus órganos debe ser inscrita en un registro. Los iniciadores retiraron su solicitud, mientras que un comité logró realizar un referéndum en contra de la contrapropuesta. Con el apoyo de EDU y SVP, el comité consideró que la solución de exclusión voluntaria violó el derecho a la integridad física y la autodeterminación garantizados en la Constitución Federal. Entre los partidarios se encontraban el FDP, el GLP, los Verdes, el Centro y el SP, así como organizaciones médicas y de pacientes. A pesar de la gran disposición a donar órganos en la población suiza, la tasa de donantes es baja. Debe tenerse en cuenta el componente ético de la solución de opt-out, ya que los familiares podrían rechazar una donación de órganos si saben o sospechan que la persona en cuestión habría decidido no hacerlo.

### 3-Participación en la Agencia Europea de la Guardia de Fronteras y Costas
Como miembro del Acuerdo de Schengen, Suiza participa en la Agencia Europea de la Guardia de Fronteras y Costas (Frontex) desde 2011. En respuesta a la crisis de refugiados de 2015, la Unión Europea decidió expandir aún más Frontex. Esto debería mejorar los controles en las fronteras exteriores de Schengen y el retorno de personas ilegalmente dentro del espacio Schengen, respetando los derechos fundamentales. En consecuencia, en diciembre de 2019, el Consejo Federal presentó una solicitud para aumentar proporcionalmente la contribución humana y financiera de Suiza. Para 2027, el gasto se incrementará gradualmente de los CHF 24 millones anteriores a CHF 61 millones anuales. En octubre de 2021, el Parlamento aprobó los cambios necesarios a la ley, aunque la aprobación en el Consejo Nacional fue estrecha debido a numerosas abstenciones en el grupo parlamentario SVP. La Red de Solidaridad con Migrantes y otras organizaciones de refugiados realizaron un referéndum en contra de esta decisión, con el apoyo del PS y los Verdes. Criticaron que Frontex era en parte responsable de una política migratoria violenta en las fronteras exteriores de la UE, que estaba asociada con violaciones sistemáticas de los derechos humanos y devoluciones ilegales. Los partidarios incluyeron EVP, FDP, GLP y Mitte, así como, a pesar de su postura euroescéptica, SVP y la Liga de Tesino. Solo si Suiza está involucrada puede tener voz en las decisiones de Frontex. La reforma también mejoraría el cumplimiento de los derechos humanos. Por otro lado, permanecer al margen no cambiaría nada e incluso existe el riesgo de que Suiza quede excluida de la red Schengen/Dublín.

### Resultados
| Referéndums                                                             | Electores registrados | Participación | A favor   | A favor | En contra | En contra | Total     | Resultado |
| Referéndums                                                             | Electores registrados | Participación | Votos     | %       | Votos     | %         | Total     | Resultado |
| ----------------------------------------------------------------------- | --------------------- | ------------- | --------- | ------- | --------- | --------- | --------- | --------- |
| Modificación de la Ley Federal de Cultura y Producción Cinematográfica  | 5,538,252             | 40.03%        | 1,255,038 | 58.42   | 893,370   | 41.58     | 2,217,142 | Aceptado  |
| Reforma a la Ley Federal de Trasplante de Órganos, Tejidos y Células    | 5,538,252             | 40.26%        | 1,319,276 | 60.20   | 872,119   | 39.80     | 2,229,714 | Aceptado  |
| Participación en la Agencia Europea de la Guardia de Fronteras y Costas | 5,538,252             | 39.98%        | 1,523,005 | 71.48   | 607,673   | 28.52     | 2,214,228 | Aceptado  |
| Fuente: Cancillería Federal                                             |                       |               |           |         |           |           |           |           |

## Referéndums del 25 de septiembre
El 25 de septiembre habrá votaciones sobre cuatro proyectos de ley, uno de ellos de iniciativa popular:

### 1-No a la agricultura industrial
Esta iniciativa popular contra la ganadería industrial tiene como objetivo prohibir la agricultura intensiva, incluso en productos importados.

### 2-Financiación del seguro de jubilación por aumento del IVA
Para estabilizar los ingresos del Seguro de Vejez y Sobrevivencia (OASI), el plan OASI-21 pretende aumentar las tasas de IVA del 2,5 al 2,6% (tasa reducida) y del 7,7 al 8,1% (tasa estándar). Esta es una enmienda constitucional sujeta a voto obligatorio. Dado que tanto este aumento del IVA como la uniformización de la edad de jubilación son parte del mismo programa, el rechazo de cualquiera de los dos provocaría el fracaso de todo el proceso de reforma.

### 3-Modificación de la Ley Federal del Seguro de Vejez y Sobrevivencia
Con el objetivo de estabilizar los ingresos de la parte de las pensiones garantizada por el Estado, el plan OASI-21 pretende aplicar una edad de jubilación uniforme, lo que significa que las mujeres se jubilarían a los 65 años. Se exigió un referéndum contra este cambio. Dado que tanto el aumento del IVA como la uniformización de la edad de jubilación son parte del mismo programa, el rechazo de cualquiera de los dos provocaría el fracaso de todo el proceso de reforma.

### 4-Modificación de la Ley Federal de Retención de Impuestos
El proyecto de ley eximiría a los bonos domésticos de la retención de impuestos. También suprime el impuesto sobre las ventas de bonos y otros valores nacionales.

### Resultados
| Referéndums                                                        | Electores registrados | Participación | A favor   | A favor   | En contra | En contra | Total     | Resultado |
| Referéndums                                                        | Electores registrados | Participación | Votos     | %         | Votos     | %         | Total     | Resultado |
| ------------------------------------------------------------------ | --------------------- | ------------- | --------- | --------- | --------- | --------- | --------- | --------- |
| No a la agricultura industrial                                     |                       | 52.28%        | 1,062,703 | 37.14     | 1,799,088 | 62.86     |           | Rechazado |
| Financiación del seguro de jubilación por aumento del IVA          | 52.16%                | 1,570,813     | 55.07     | 1,281,447 | 44.93     |           | Aceptado  |           |
| Modificación de la Ley Federal del Seguro de Vejez y Sobrevivencia | 52.19%                | 1,442,591     | 50.57     | 1,411,396 | 49.43     |           | Aceptado  |           |
| Modificación de la Ley Federal de Retención de Impuestos           | 51.71%                | 1,316,230     | 47.99     | 1,426,457 | 52.01     |           | Rechazado |           |
| Fuente: Cancillería Federal                                        |                       |               |           |           |           |           |           |           |